# Рамзей (лунный кратер)
Кратер Рамзей (лат. Ramsay) — крупный древний ударный кратер в южном полушарии обратной стороны Луны. Название присвоено в честь шотландского химика Уильяма Рамзая (1852—1916) и утверждено Международным астрономическим союзом в 1970 г. Образование кратера относится к нектарскому периоду.

## Описание кратера

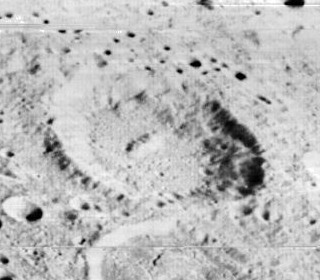
Снимок зонда Lunar Orbiter - II.

Ближайшими соседями кратера являются кратеры Рош и Паули на западе-юго-западе; кратер Жюль Верн на севере-северо-востоке; кратер Лундмарк на востоке; кратер Кох на востоке-юго-востоке и кратер Райдер на юге-юго-западе. Селенографические координаты центра кратера 40°01′ ю. ш. 145°02′ в. д. / 40,02° ю. ш. 145,04° в. д., диаметр 61,3 км, глубина 2,8 км.
Кратер Рамзей имеет близкую к циркулярной форму с небольшим выступом в юго-восточной части и умеренно разрушен. Вал сглажен, внутренний склон неравномерный по ширине, достигает максимальной ширины в юго-западной части. Высота вала над окружающей местностью достигает 1360 м, объем кратера составляет приблизительно 6100 км³. Дно чаши сравнительно ровное, испещрено множеством мелких кратеров. В центре чаши расположен округлый хребет ориентированный с юго-запада на северо-восток. Южнее кратера расположено скопление маленьких кратеров.

## Сателлитные кратеры

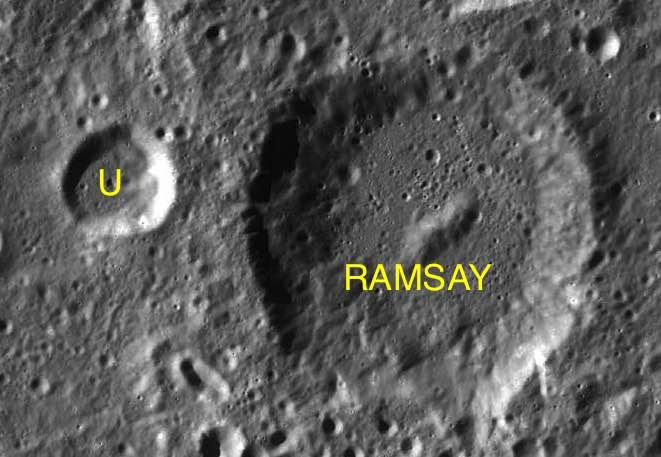
Фрагмент карты LAC-118.

| Рамзей | Координаты                                              | Диаметр, км |
| ------ | ------------------------------------------------------- | ----------- |
| U      | 39°49′ ю. ш. 142°49′ в. д. / 39,81° ю. ш. 142,82° в. д. | 19,9        |